# Roger Pingeon

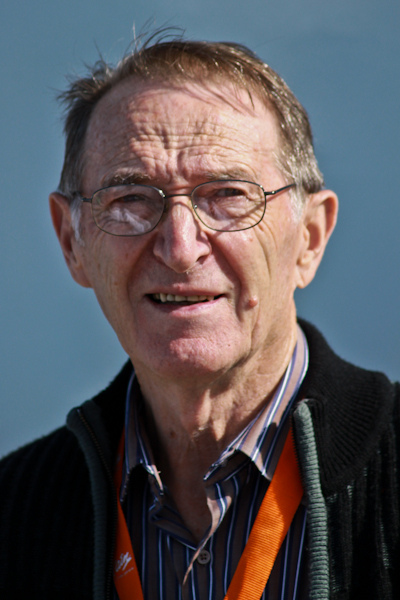
Roger Pingeon (2011)

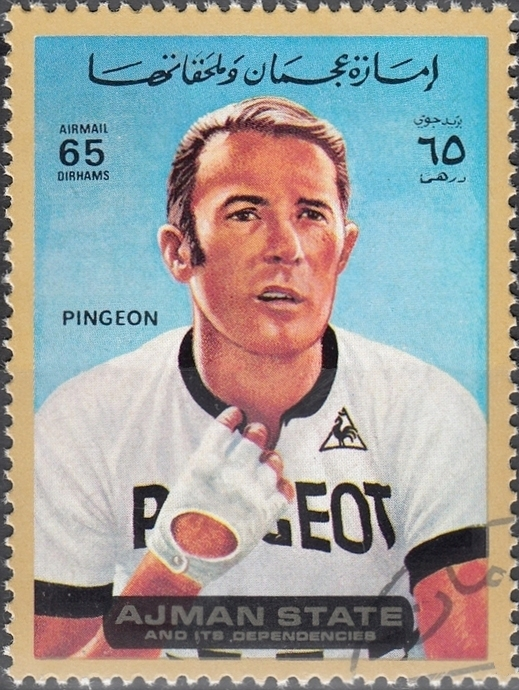
Pingeon auf einer Briefmarke des Emirats Adschman

Roger Pingeon (* 28. August 1940 in Hauteville; † 19. März 2017 in Beaupont) war ein französischer Radrennfahrer.

## Sportliche Laufbahn
Roger Pingeon absolvierte eine Lehre als Klempner. Während seiner Ausbildung kam er mit dem Radsport in Berührung und fuhr zunächst erfolgreich Amateurrennen. Seine Radsportlaufbahn wurde durch den Militärdienst unterbrochen, den er hauptsächlich in Algerien verbrachte. 1964 belegte er bei Polymultipliée lyonnaise Platz zwei beim Rennen der Amateure und gewann am nächsten Tag das offene Rennen, an dem auch Profis teilnahmen. Daraufhin wurde er vom Team Peugeot um den späteren Weltmeister Tom Simpson unter Vertrag genommen.
Roger Pingeon war bis 1974 Radprofi. In seinem ersten Profijahr, 1965, wurde er Zwölfter in der Gesamtwertung der Tour de France. Im Jahr darauf wollte er allerdings vom Radsport zurücktreten, weil er kurz hintereinander bei Paris–Nizza und bei der Critérium du Dauphiné hatte aufgeben müssen, jedoch konnte er von Sportkollegen zum Weiterfahren überredet werden.
1967 gewann Pingeon die Tour de France; der Sieg wurde überschattet vom Tod seines Mannschaftskameraden Tom Simpson. Insgesamt startete Pingeon siebenmal bei dieser Rundfahrt. 1966 wurde er Achter, 1968 Fünfter, 1969 Zweiter und 1974 Elfter. Zudem gewann er insgesamt vier Etappen. 1969 entschied er die Spanien-Rundfahrt für sich und gewann zwei Etappen. In den letzten Jahren seiner sportlichen Karriere hatte er mit gesundheitlichen Problemen zu kämpfen.
Später kommentierte Pingeon für das Schweizer Fernsehen die Tour de France. Sein Bruder ist der ehemalige Radrennfahrer René Pingeon. Während des Sieges von Roger Pingeon bei der Vuelta 1969 war er dessen Teamkollege. Jährlich wird im Département Hérault das Jedermannrennen L’Héraultaise Cyclosportive Roger Pingeon ausgetragen. Roger Pingeon starb in der Nacht von 18. auf 19. März 2017 im Alter von 76 Jahren.

## Tour-de-France-Palmarès
- 1965: 12. Platz
- 1966: 8. Platz
- 1967: Sieg (1 Etappensieg)
- 1968: 5. Platz (2 Etappensiege)
- 1969: 2. Platz (1 Etappensieg)
- 1972: ausgeschieden
- 1974: 11. Platz

## Familiäres
Roger Pingeon war der Bruder von René Pingeon (1943–2007), der ebenfalls Radrennfahrer war und mit ihm gemeinsam im Peugeot-Team fuhr.